# Ларёнс
Ларёнс (фр. Laruns) — коммуна во Франции, находится в регионе Аквитания. Департамент — Атлантические Пиренеи. Входит в состав кантона Олорон-Сент-Мари-2. Округ коммуны — Олорон-Сент-Мари.
Код INSEE коммуны — 64320.

## География
Коммуна расположена приблизительно в 690 км к югу от Парижа, в 210 км южнее Бордо, в 36 км к югу от По.
На северо-востоке коммуны протекает река Гав-д’Осо.

### Климат
Климат тёплый океанический. Зима мягкая, средняя температура января — от +5°С до +13°С, температуры ниже −10 °C бывают редко. Снег выпадает около 15 дней в году с ноября по апрель. Максимальная температура летом порядка 20-30 °C, выше 35 °C бывает очень редко. Количество осадков высокое, порядка 1100 мм в год. Характерна безветренная погода, сильные ветры очень редки.

## Население
Население коммуны на 2010 год составляло 1283 человека.
| 1962 | 1968 | 1975 | 1982 | 1990 | 1999 | 2010 |
| ---- | ---- | ---- | ---- | ---- | ---- | ---- |
| 1955 | 1832 | 1598 | 1465 | 1466 | 1431 | 1283 |

## Администрация
| Период | Период | Фамилия         | Партия                   | Примечания                               |
| ------ | ------ | --------------- | ------------------------ | ---------------------------------------- |
| 1983   | 1995   | Андре Фабр      | Разные левые             |                                          |
| 1995   | 2008   | Андре Берду     | Социалистическая партия  | генеральный советник кантона (2001—2008) |
| 2008   | 2020   | Робер Казадебег | Демократическое движение |                                          |

## Экономика
В 2010 году среди 783 человек трудоспособного возраста (15-64 лет) 537 были экономически активными, 246 — неактивными (показатель активности — 68,6 %, в 1999 году было 72,1 %). Из 537 активных жителей работали 494 человека (266 мужчин и 228 женщин), безработных было 43 (23 мужчины и 20 женщин). Среди 246 неактивных 51 человек были учениками или студентами, 119 — пенсионерами, 76 были неактивными по другим причинам.

## Достопримечательности
- Церковь Успения Пресвятой Богородицы (XVII век)
- Церковь Св. Петра (XIX век), построена на месте старой церкви XV века
- Часовня XII века. Исторический памятник с 1957 года[9]

## Города-побратимы
- Сальент-де-Гальего (Испания)

## Фотогалерея
- Ларёнс
- Церковь
- Часовня
- Фонтан
- Общественная прачечная